# Gülseren

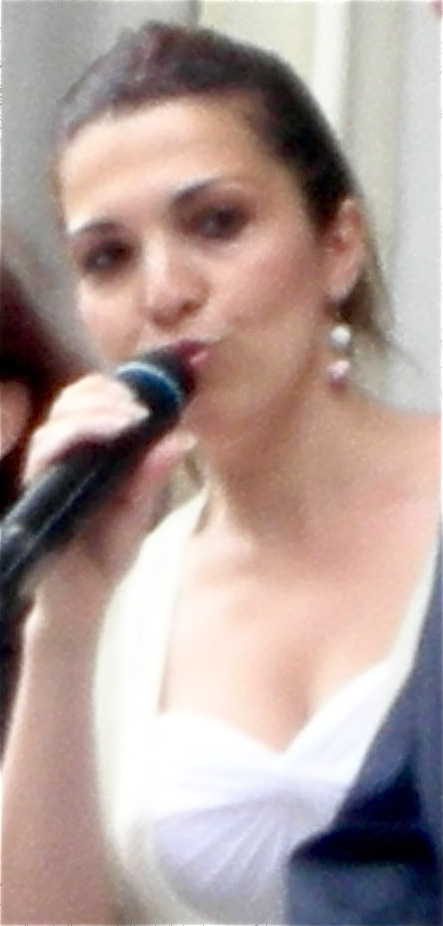
Gülseren Yıldırım, 2005

Gülseren Yıldırım, genannt Gülseren, (* 1973 in Istanbul) ist eine türkisch-französische Sängerin und Türkischlehrerin.

## Leben und Wirken
Sie lebt seit ihrem siebten Lebensjahr in Paris und studierte am Institut national des langues et civilisations orientales.
Bühnenerfahrung erwarb sie seit 1997 durch regelmäßige Auftritte als Sängerin auf der Bühne des Pariser Jazz-Clubs Les Trois Mailletz.
Nach ihrem Debütalbum 2001 erlangte sie Bekanntheit durch den Auftritt mit der Tanzformation Shaman als Vertreter der Türkei beim Eurovision Song Contest 2005 in Kiew in der Ukraine mit dem Ethno-Pop zuzuordnenden Titel Rimi rimi ley. Die Auswahl des Titels durch eine Jury sorgte – nach zwei sehr erfolgreichen türkischen ESC-Teilnahmen mit Sertab Erener und Athena – für heftige Kritik in der Türkei. Der in der Türkei für den ESC zuständige Sender TRT reagierte auf die Kritik, indem er den Titel neu arrangieren ließ. Das neue Arrangement erinnerte an einen Bollywoodsoundtrack und kam beim Publikum wesentlich besser an, als die ursprüngliche Version aus dem Vorentscheid. Mit 92 Punkten belegte der Titel den 13. Platz unter 24 Finalteilnehmern. 

## Diskografie
Singles
- 2005: Rimi rimi ley